# Marcel Iureș
Marcel Iureș (pronunciat en romanès: [marˈt͡ʃel ˈjureʃ]) (nascut el 2 d'agost de 1951) és un actor romanès. És un dels actors teatrals i cinematogràfics més aclamats de Romania. Ha actuat en pel·lícules i en escenaris tant a Romania com internacionalment, i ha interpretat almenys deu papers a la televisió romanesa i britànica. El seu treball inclou veu en off per a Disney i jocs d'ordinador. Iureș és el president i jutge del Festival Internacional de Cinema Anonimul i també el president del Festival Ideo Ideis (un festival nacional anual de teatre per a adolescents).

## Primers anys de vida
Iureș va néixer el 2 d'agost de 1951 a Băilești, comtat de Dolj. Va ingressar a l'Institut de Cinematografia i Arts Teatrals de Bucarest el 1974 i es va graduar el 1978.
Va debutar escènic al Teatre Bulandra, a Bucarest, en la producció de 1975 de Ferma, interpretant George. De 1978 a 1981 va actuar al Teatre Nacional de Cluj, en nombrosos papers com Beckman a l'obra Afară în faţa ușii i The Coryphaeus a The Persiansby Aeschylus Durant els primers anys 1980, Iureș va aparèixer tant a Bulandra com a Odeon. Teatres a Bucarest. Entre els seus papers de Shakespeare s'hi troben Hamlet, Enric IV i Ricard III.
És el president de Teatrul ACT, el primer teatre independent de Romania, del qual en fou un dels fundadors l'any 1995. Iureș hi ha protagonitzat diversos papers, inclosos els papers titulars de Richard II de Shakespeare, Richard III (dirigit per Mihai Măniuțiu) i Hamlet (dirigit per Liviu Ciulei). També ha aparegut a espectacles de la Fundația Teatrul ACT com Creatorul de Teatru (El creador del teatre, dirigit per Alexandru Dabija), Cetatea Soarelui (Ciutadella del sol, dirigida per Mihai Măniuţiu) i L'última cinta de Krappde Samuel Beckett. Iureș també continua actuant amb el Bulandra Theatre, per a qui va protagonitzar Enric IV de Luigi Pirandello en una producció de 2005.
Va rebre nombrosos reconeixements i nominacions (tant a Romania com a l'estranger) al llarg de la seva carrera. L'any 2000, el president romanès Emil Constantinescu li va atorgar l'Ordre Nacional del Servei Fidel, classe d'oficial.

## Papers cinematogràfics
Iureș va debutar al cinema interpretant Franz Liszt a la pel·lícula romanesa de 1978 Vis de ianuarie (Somni de gener). Des de principis dels anys vuitanta i fins als noranta, va continuar construint una carrera cinematogràfica, apareixent en molts papers menors i importants a Romania.
La carrera cinematogràfica internacional d'Iureș va sorgir de la gira al Regne Unit el 1994 de la producció de Mihai Măniuțiu de Richard III, on va interpretar l'heroi homònim. El 1996 va interpretar el paper d'Alexander Golitsyn a la pel·lícula Mission Impossible. Poc després va interpretar Dušan Gavrić a la pel·lícula de 1997 The Peacemaker, protagonitzada per George Clooney i Nicole Kidman. Altres aparicions al cinema inclouen papers a Hart's War, Pirates of the Caribbean: At World's End, Goal!, Faimosul Paparazzo, Isolation, Vacanţa, i Cea Marei Logodnicii Din America.

## Altres treballs
L'any 2007, Iureș va oferir la seva ajuda en el projecte Verde 003, que pretén construir un entorn millor per a tots els romanesos plantant vegetació.